# بریج کریک (اکلاهما)
بریج کریک(به انگلیسی: Bridge Creek) شهری در ایالت اکلاهما کشور ایالات متحده آمریکا است که جمعیت آن در سرشماری سال ۲۰۱۰ میلادی، ۳۳۶ نفر بوده‌است.